# إدوارد ديفرينت
إدوارد ديفرينت (بالألمانية: Eduard Devrient) (و. 1801 – 1877 م) هو كاتب، وممثل، ومغني أوبرا، وواضع كلمات الأوبرا، وممثل مسرحي ألماني، ولد في برلين، توفي في كارلسروه، عن عمر يناهز 76 عاماً.

## روابط خارجية
- إدوارد ديفرينت على موقع الموسوعة البريطانية (الإنجليزية)
- إدوارد ديفرينت على موقع ميوزك برينز (الإنجليزية)
- إدوارد ديفرينت على موقع ديسكوغز (الإنجليزية)